# Il marche seul
Il marche seul ist ein 1994 auf dem Album Allez leur dire erschienenes Lied des französischen Reggae-Musikers Tonton David. Es handelt von einem Obdachlosen in Paris.

## Text
Der Liedtext erzählt von einem in Paris ohne Ziel umherstreifenden Protagonisten ohne festen Wohnsitz. Er läuft ohne Unterlass herum und ist ohne Gewissheit, wo er abends schlafen kann. Im Winter und im Sommer schläft er in Parks oder in Aufzugschächten.
An sein Alter erinnert er sich nicht, aber an seine Erwartungen an Paris schon. Er dachte, dort könne er seine Träume verwirklichen, in der « ville lumière où tout est permis ».
Geleitet wird er von Ziellosigkeit und Desorientierung, er hat «Aucun but précis, aucune idée fixe» („Kein bestimmtes Ziel, keine feste Idee“.) Er wollte arbeiten, aber fand keine Anstellung. Am Ende wird noch deutlich, dass er aus Prinzip und Stolz nicht betteln möchte.

## Produktion
Das Lied wurde von Bertrand Arrondel, Eric M’Boueke, Jacky Beuze und RDG für Tonton Davids zweites Album geschrieben. Als Singleauskopplung aus dem Album Allez leur dire wurde Il marche seul 1994 veröffentlicht. Die B-Seite ist eine Instrumentalversion des Liedes. Glenn Rosenstein produzierte das Lied. Es wurde in den Kiva Recording Studios aufgenommen und vom Virgin-Records-Sublabel Delabel veröffentlicht.

## Charts
Das Lied stand 1995 für 9 Wochen in den französischen Charts und erreichte Platz 29.